# Velasio De Paolis
Velasio De Paolis, CS (Sonnino,  19 de setembro de 1935 - Roma, 9 de Setembro de 2017) foi um cardeal católico, foi presidente da Prefeitura de Assuntos Econômicos da Santa Sé e foi o Delegado Pontifício da Congregação dos Legionários de Cristo.
Foi religioso da Congregação dos Scalabrinianos onde emitiu seus votos religiosos perpétuos no dia 4 de outubro de 1958.

## Presbiterado
Foi ordenado padre no dia 18 de março de 1961.
Em 1994 o Papa João Paulo II o nomeou, para o quinquênio 1994-1999, consultor da Congregação para a Doutrina da Fé, na Cúria Romana e consultor da Congregação para as Igrejas Orientais. Em 1999 foi confirmado na função de consultor da Congregação para a Doutrina da Fé, para o quinquênio 1999-2004. Em 2003, o Papa João Paulo II o nomeou, para o quinquênio 2003-2006, consultor da Congregação para a Evangelização dos Povos e da Congregação para o Clero.

## Episcopado
No dia 30 de dezembro de 2003, o  Papa João Paulo II o nomeou bispo-titular de Telepte, foi também nomeado na mesma data para a função de secretário da Assinatura Apostólica, na Cúria Romana.
Recebeu a ordenação episcopal no dia 21 de fevereiro de 2004, das mãos do cardeal Angelo Sodano, de Dom Silvano Maria Tomasi, CS e de Dom Francesco Saverio Salerno.
No dia 12 de abril de 2008, o Papa Bento XVI o designou presidente da Prefeitura de Assuntos Econômicos da Santa Sé, recebendo o título pessoal de arcebispo-titular de Telepte.
Foi designado pelo Papa Bento XVI delegado pontifício para a Congregação dos Legionários de Cristo, em 9 de julho de 2010.
Recebeu o barrete cardinalício e a diaconia de Jesus Bom Pastor em Montagnola no Consistório Ordinário Público de 2010, realizado em 20 de novembro de 2010

## Conclaves
- Conclave de 2013 - participou da eleição do Papa Francisco